# Aaron Leitmannstetter
Aaron Leitmannstetter (* 5. April 1993 in Maitenbeth, Deutschland) ist ein deutscher Berufsgolfer, der derzeit hauptsächlich auf der European Challenge Tour spielt.

## Werdegang
Aaron Leitmannstetter begann das Golfspielen sehr früh. Er repräsentierte die deutsche Nationalmannschaft in den Jahren 2010 und 2011. Als Amateur gewann er die Hellenic Amateur Championship 2009 und belegte den dritten Platz bei der British Boys Amateur Championship 2010.
Als Profi konnte er 2016 die Ghala Open auf der MENA Golf Tour in Oman gewinnen. Hier konnte er sich mit einem Gesamtergebnis von 10 unter Par durchsetzen.